# Bristol 402

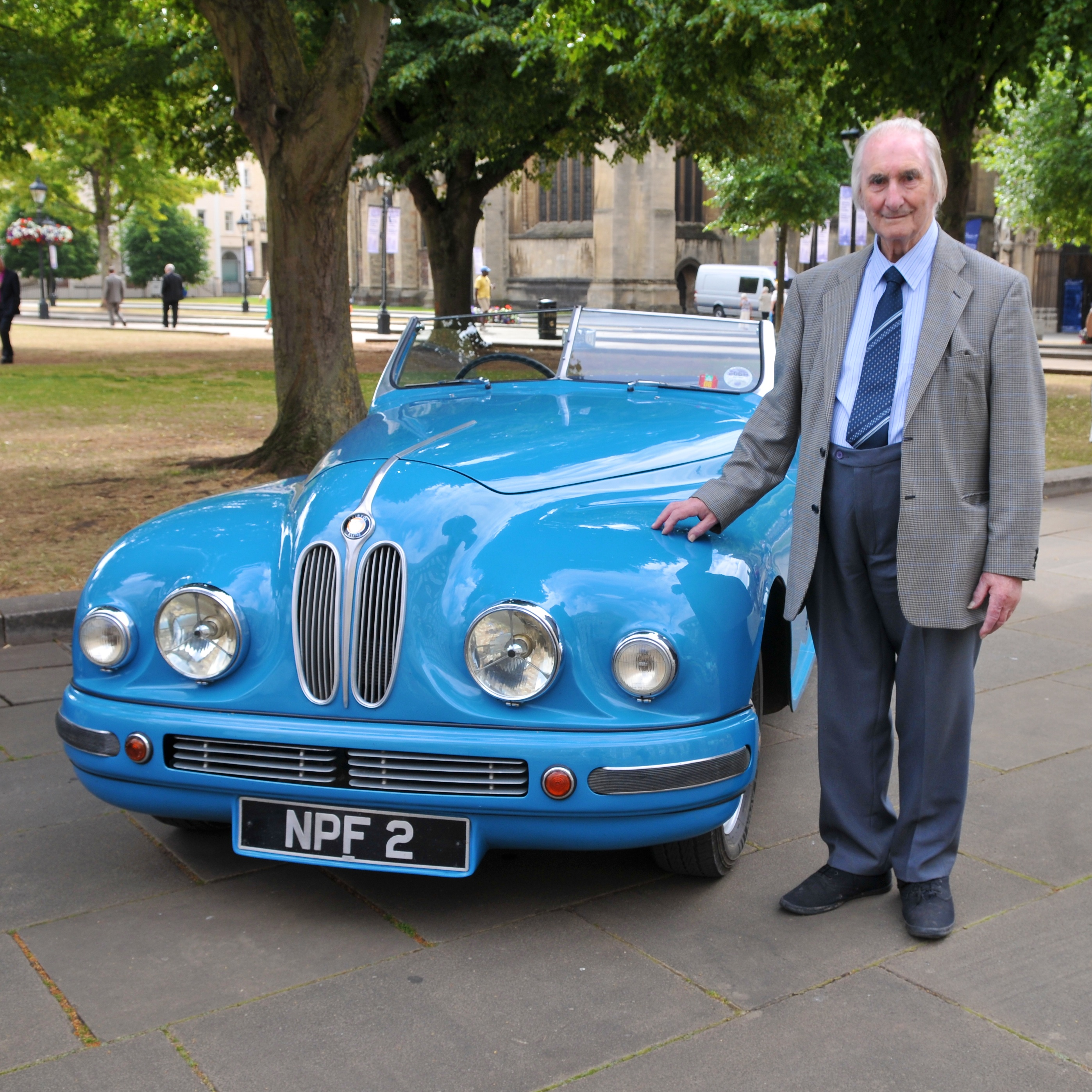
Bristol 402 neben Syd Lovesey, einem seiner Konstrukteure

Der Bristol 402, inoffiziell auch „Hollywood Special“ genannt, war ein viersitziges Cabriolet des britischen Automobilherstellers Bristol Aeroplane Company (später: Bristol Cars), das auf dem Bristol 401 basierte und von 1949 bis 1952 in geringen Stückzahlen hergestellt wurde.

## Entwicklungsgeschichte
Die Entwicklung des Bristol 402 ist eng mit der des 401 verbunden. Das große Coupé 401 entstand als geräumigere Alternative zu dem sportlichen, kompakten Debütmodell 400. Während der sich äußerlich stark am BMW 327 Coupé orientierende Bristol 400 werksseitig nur mit geschlossenem Aufbau – als „Saloon“ – lieferbar war, sollte der 401 von Anfang an auch in einer offenen Version angeboten werden. Die Entwicklung des 401 und des 402 erfolgte daher parallel.
In mechanischer Hinsicht entsprach der 402 vollständig dem Bristol 401. Chassis, Fahrwerk und Antriebstechnik wurden unverändert vom geschlossenen 401 übernommen.
Die Karosserie war dagegen eigenständig. Wie im Fall des 401, war auch sie nach dem Superleggera-Prinzip der Carrozzeria Touring konstruiert. Zwar lehnte sie sich in stilistischer Hinsicht deutlich an den 401 an. Gleichwohl war der 402 nicht lediglich eine vom Dachaufbau befreite Version des 401. Vielmehr wurde der gesamte Aufbau des 402 neu gestaltet. Das wird insbesondere an veränderten Proportionen im Bereich der Motorhaube und des Fahrzeughecks deutlich. Angesichts des geänderten Aufbaus musste auch der Rohrrahmen, der die Karosserie trug, gänzlich neu konstruiert werden. Bei der Konstruktion der Karosserie erhielt Bristol Unterstützung von dem britischen Spezialbetrieb The Abbey Panel & Sheet Metal Co., der auch mindestens einen Prototyp aufbaute.
Der Bristol 402 war als viersitziges Cabriolet gestaltet. Im geöffneten Zustand wurde das Stoffdach über den Rücksitzen zusammengefaltet, sodass es nicht über die Gürtellinie hinausragte. So entstand der Eindruck eines fließenden, bootsartigen Aufbaus. Alternativ konnte es auch vollständig entfernt werden. Bristol bot für den 402 werksseitig ein Hardtop an; es wurde allerdings nur einmal bestellt.
Der Bristol 402 wurde von der Öffentlichkeit als attraktives Auto wahrgenommen, allerdings litt er, wie der Alltag zeigen sollte, an einigen konstruktiven Mängeln. So neigten die großen rahmenlosen Türen dazu, sich zu verziehen. Gravierender war die mangelnde Festigkeit des Aufbaus und die Schüttelneigung, die darauf zurückgeführt wurde, dass das Superleggera-Gerüst zu schwach und nicht in der Lage war, dem Wagen Stabilität zu geben.
Der Bristol 402 war kein kommerzieller Erfolg. Es wurden nur wenige Fahrzeuge hergestellt. Die meisten Quellen sprechen von 20 Exemplaren. Der Bristol Owners Club geht von 22 Fahrzeugen aus, andere beziffern die Produktion auf 24 oder 25 Fahrzeuge. Allerdings erhielt Bristol einige Aufmerksamkeit durch den Umstand, dass der Schauspieler Stewart Granger und seine ebenfalls im Filmgeschäft tätige Ehefrau Jean Simmons je einen Bristol 402 kauften. Im Hinblick darauf erhielt der 402 seine inoffizielle Bezeichnung „Hollywood Special“. Gegenwärtig sollen noch etwa zehn Fahrzeuge vom Typ 402 existieren.